# Liste von Persönlichkeiten der Stadt Auerbach/Vogtl.

Wappen der Stadt Auerbach/Vogtl.

Die Liste der Persönlichkeiten der Stadt Auerbach/Vogtl. enthält Personen, die in der Geschichte der Stadt Auerbach/Vogtl. eine nachhaltige Rolle gespielt haben. Es handelt sich dabei um Persönlichkeiten, denen die Ehrenbürgerschaft verliehen wurde, die hier geboren sind oder hier gewirkt haben.
Für die Persönlichkeiten aus den nach Auerbach/Vogtl. eingemeindeten Ortschaften siehe auch die entsprechenden Ortsartikel.

## Ehrenbürger
- 1. April 1895 Fürst Otto von Bismarck
- Günter Fischer (1943–2018), Musiker (Simultan)

## Söhne und Töchter der Stadt
- Georg Pflugk (1569–1621), kursächsischer Kammer- und Bergrat
- Johannes Förster (1576–1613), lutherischer Theologe
- Wilhelm Heinrich Ackermann (1789–1848), Pädagoge, der während der Freiheitskriege 1813 als Kriegsfreiwilliger im Lützowschen Freikorps diente
- Gustav Adolph Ackermann (1791–1872), Verwaltungsjurist
- Carl Gotthelf Todt (1803–1852), Politiker, Mitglied der provisorischen sächsischen Regierung 1849
- Rudolf Knoll (1833–1896), Politiker und Unternehmer
- Willmar Schwabe (1839–1917), Apotheker, Förderer der Homöopathie und Gründer eines Pharmaunternehmens
- Karl von Kirchbach (1847–1929), Königlich-Sächsischer Geheimer Rat und Generaldirektor der Königlich Sächsischen Staatseisenbahnen, Domdechant in Meißen
- Hans von Kirchbach (1849–1928), sächsischer Generaloberst
- Erich Lindner (* 1920), Anatom in Kiel und Regensburg, ab 1969 ordentlicher Professor für Morphologie und Anatomie
- Maximilian Nößler (1860–1922), Kaufmann und Konsul für Japan
- Theodor Fritzsch (1868–1952), Pädagoge
- Ewald Meltzer (1869–1940), Mediziner
- Arno Drescher (1882–1971), Maler, Grafiker und Typograph
- Ernst Schädlich (1884–1949), Politiker (SPD)
- Ewald Rannacher (1885–1945), Genealoge, Heimatforscher und Kommunalpolitiker
- Willy Tag (1886–1980), Maler
- Bruno Heckel (1887–1929), Ringer
- Kurt Mende (1907–1944), Politiker (NSDAP) und SA-Führer
- Kurt Zimmermann (1909–1983), Leiter der für die Bewachung von Haftanstalten zuständigen Abteilung XVI des Ministeriums für Staatssicherheit
- Gottfried Neeße (1911–1987), Rechtswissenschaftler
- Dieter Matthes (1919–2012), Biologe und Zoologe
- Werner Berthold (1921–2017), Bibliothekar und Germanist
- Christian Schädlich (1922–2021), Architekturwissenschaftler, geboren in Reumtenbrün
- Gerhard E. Voigt (1922–2008), Rechtsmediziner und Hochschullehrer
- Manfred Riedl (1924–1999), Maler
- Christoff Schellenberger (1924–2011), Künstler, geboren in Beerheide
- Alexander Pestel (1925–2013), Regisseur beim RIAS Berlin
- Bodo Bröse (1927–2015), Pädagoge und Hochschullehrer
- Gerhard Baumgärtel (1931–1997), Politiker, Oberbürgermeister von Weimar und Minister für Bauwesen und Wohnungswirtschaft, geboren in Reumtengrün
- Karl-Wolfgang Tröger (* 1932), evangelischer Theologe und Religionswissenschaftler
- Ursula Scheicher (1936–2021), Fernsehjournalistin
- Gert-Dietmar Klause (* 1945 in Reumtengrün), Skilangläufer
- Peter Müller (* 1946), Fußballspieler der DDR-Oberliga
- Clemens M. Strugalla (* 1950), Bildhauer
- Heidi Vogel (* 1951), Malerin und Grafikerin
- Jürgen Petzold (* 1953), Landtagsabgeordneter (CDU)

## Persönlichkeiten, die im Ort gewirkt haben
- Friedrich Eduard Eule (1831–1910), Jurist und Politiker, MdL (Königreich Sachsen)
- Edmund Michael (1849–1920), Lehrer und Pilzsachverständiger
- Alfred Müller (Volkskundler) (1854–1935), Realschuldirektor, Autor und Volkskundler
- Arno Hecht (1932–2014), Pathologe, verlebte den Ruhestand in Auerbach
- Karl-Heinz Bernhardt (* 1935), Geophysiker, Professor für Meteorologie, Präsident der Meteorologischen Gesellschaft der DDR von 1982 bis 1990, Abitur in Auerbach 1953
- Johannes Graupner, Oberbürgermeister (CDU) von Auerbach in der Zeit von 1990 bis 2008
- Manfred Deckert (* 1961), Sieger der Vierschanzentournee und Oberbürgermeister Auerbachs
- André Tanneberger (* 1973), international erfolgreicher DJ und Musikproduzent, lebte kurzzeitig in Auerbach[1]
- Regina Zindler, war mit einem Auftritt in der Sendung Richterin Barbara Salesch Grundlage für das Lied Maschen-Draht-Zaun von Stefan Raab, welches zu einem Nummer-eins-Hit wurde; lebte zu diesem Zeitpunkt in Auerbach[2]